# 6-ヒドロキシニコチン酸デヒドロゲナーゼ
6-ヒドロキシニコチン酸デヒドロゲナーゼ(6-hydroxynicotinate dehydrogenase)は、ニコチン酸およびニコチンアミド代謝酵素の一つで、次の化学反応を触媒する酸化還元酵素である。
6-ヒドロキシニコチン酸 + H2O + O2 {\displaystyle \rightleftharpoons } 2,6-ジヒドロキシニコチン酸 + H2O2
この酵素の基質は6-ヒドロキシニコチン酸、H2OとO2で、生成物は2,6-ジヒドロキシニコチン酸とH2O2である。
この酵素は酸化還元酵素に属し、O2を受容体としてCH基またはCH2基に特異的に作用する。組織名は6-hydroxynicotinate:O2 oxidoreductaseで、別名に6-hydroxynicotinic acid hydroxylase、6-hydroxynicotinic acid dehydrogenase、6-hydroxynicotinate hydroxylaseがある。